# Ring van Barahir
In J.R.R. Tolkiens fictieve wereld Midden-aarde is de Ring van Barahir (Engels: The Ring of Barahir) een erfstuk van het huis van Isildur en een symbool van de vriendschap tussen mensen en Elfen. 
De Ring van Barahir had geen magische krachten zoals de Ringen van Macht, maar het was een waardevol erfstuk voor de koningen der mensen. Het was gemaakt door de Noldor in de Onsterfelijke landen. De ring had een steen erin die omwikkeld werd door twee slangen die elkaar bij de kop aanraakten en samenkwamen in een kroon van gouden bloemen. Dit was het symbool van het huis van Finarfin, de regerende koning van de Noldor in Valinor.
De Ring werd aan Barahir gegeven door de elfenkoning Finrod Felagund als teken van vriendschap toen Barahir zijn leven redde in de Dagor Bragollach, een veldslag in Beleriand in de Eerste Era. Barahir werd later gedood door een ork-kapitein. De hand van Barahir waar de ring aan zat werd door de orks meegenomen om de dood van Barahir aan hun meester Sauron te bewijzen. Barahirs zoon Beren doodde echter de ork-kapitein en nam de ring mee. De ring ging over op de erfgenamen van Beren. Tar-Elendil, de vierde koning van Númenor gaf de ring aan zijn dochter Silmarien en later ging hij over op Elendil. Nadat Númenor ten onder ging nam Elendil de ring mee naar Midden-aarde.
In Midden-aarde stichtte Elendil de rijken Arnor en Gondor. De Ring was in handen van de koningen van Arnor. Nadat Arnor in drie stukken was verdeeld in het jaar 861 van de Derde Era, ging de ring over op de koningen van Arthedain. Toen Arthedain in 1974 door de Tovenaar-koning van Angmar werd verwoest, vluchtte Arvedui, de laatste koning van Arthedain, naar Forochel waar hij de ring ruilde tegen eten en onderdak bij de sneeuwmensen. Toen Arvedui met een schip de ijsbaai van Forochel opging, leed hij schipbreuk en verdronk. De hoofden van de Dunedain vonden de ring terug en brachten die naar Rivendel in het jaar 1976. In Rivendel lagen alle erfstukken van de Dunedain waaronder de ring, de scepter van Annúminas, de scherven van Narsil en de Elendilmir. In 2951 kreeg Aragorn de ring toen hij hoorde dat hij de erfgenaam van Isildur was.
In Peter Jacksons The Lord of the Rings is de ring te zien aan de linkerhand van Aragorn, die wordt gespeeld door Viggo Mortensen.